# Кардолента
Кардолента (от фр. carde — чесальная машина, также игольчатая лента, карда) — лента, вся поверхность которой покрыта торчащими металлическими иглами. Кардолента применяется при чесании волокнистых материалов и ворсовании.
Для создания игольчатой поверхности заострённые на концах скобочки из стальной проволоки закрепляются наклонно в основании — гибкой ленте из нескольких склеенных вместе слоёв хлопчатобумажного материала, иногда проложенных слоем резины или войлока.
Изготавливалось несколько типов кардолент, отличавшихся толщиной проволоки и плотностью их размещения на основе (например, в СССР лента № 100 содержала 39 скобочек на 1 см² из проволоки диаметром 0,34 мм). В XX веке кардолента в значительной степени была вытеснена цельнометаллической пильчатой лентой.